# Anton Lindholm
Anton Lindholm (* 29. November 1994 in Skellefteå) ist ein schwedischer Eishockeyspieler, der seit April 2024 beim SC Bern aus der National League (NL) unter Vertrag steht und dort auf der Position des Verteidigers spielt. Zuvor absolvierte Lindholm unter anderem 66 Spiele für die Colorado Avalanche in der National Hockey League (NHL).

## Karriere
Lindholm entstammt dem Nachwuchs des Skellefteå AIK, dem Klub seiner Geburtsstadt. Für die Profimannschaft debütierte der Verteidiger im Verlauf der Saison 2011/12 in der Elitserien. Zum Ende der Spielzeit 2013/14 etablierte er sich schließlich als Stammspieler und feierte noch in derselben Saison den Gewinn der schwedischen Meisterschaft mit dem Team. Nach dem Spieljahr wurde er im NHL Entry Draft 2014 in der fünften Runde an 144. Position von der Colorado Avalanche aus der National Hockey League (NHL) ausgewählt.
Vor seinem Wechsel nach Nordamerika verblieb Lindholm aber noch zwei weitere Jahre in Skellefteå und feierte zwei weitere Vizemeistertitel, ehe er im Mai 2016 von der Avalanche verpflichtet wurde. Diese setzten ihn im Verlauf der Saison 2016/17 bis zum März 2017 in der American Hockey League (AHL) bei ihrem Farmteam, den San Antonio Rampage, ein. Zur Mitte des Monats wurde der Schwede in den NHL-Kader Colorados berufen. Nach vier Jahren in Colorado wurde Lindholm im Oktober 2020 samt Nikita Sadorow an die Chicago Blackhawks abgegeben. Im Gegenzug erhielt die Avalanche Brandon Saad und Dennis Gilbert.
Nachdem Lindholm jedoch die gesamte Saison in Chicagos Farmteam, den Rockford IceHogs, in der American Hockey League verbracht hatte, wechselte der Schwede im August 2021 zurück nach Europa und schloss sich dem HK Dinamo Minsk aus der Kontinentalen Hockey-Liga (KHL) an. Dort verbrachte er eine Saison, ehe er im Mai 2022 in seine schwedische Heimat zu Leksands IF zurückkehrte. Im April 2024 unterzeichnete er einen Zweijahresvertrag bis zum Ende der Spielzeit 2025/26 beim SC Bern aus der Schweizer National League.

### International
Für sein Heimatland spielte Lindholm erstmals bei der Weltmeisterschaft 2016 in Russland bei einem großen internationalen Turnier. Lindholm kam in drei Turnierspielen zum Einsatz und erreichte schließlich den sechsten Rang mit der Tre Kronor. Sechs Jahre später gehörte der Abwehrspieler zum Aufgebot bei der Weltmeisterschaft 2022, die die Schweden ebenfalls auf dem sechsten Platz beendeten.

## Erfolge und Auszeichnungen
- 2012 	Schwedischer U18-Junioren-Vizemeister mit dem Skellefteå AIK
- 2014 	Schwedischer Meister mit dem Skellefteå AIK
- 2015 	Schwedischer Vizemeister mit dem Skellefteå AIK
- 2016 	Schwedischer Vizemeister mit dem Skellefteå AIK

## Karrierestatistik
Stand: Ende der Saison 2024/25

### International
Vertrat Schweden bei:
- Weltmeisterschaft 2016
- Weltmeisterschaft 2022
- Weltmeisterschaft 2023

(Legende zur Spielerstatistik: Sp oder GP = absolvierte Spiele; T oder G = erzielte Tore; V oder A = erzielte Assists; Pkt oder Pts = erzielte Scorerpunkte; SM oder PIM = erhaltene Strafminuten; +/− = Plus/Minus-Bilanz; PP = erzielte Überzahltore; SH = erzielte Unterzahltore; GW = erzielte Siegtore; 1 Play-downs/Relegation; Kursiv: Statistik nicht vollständig)